# Vitrais de Mehoffer em Friburgo
46° 48' 22.214" N 7° 09' 46.865" E

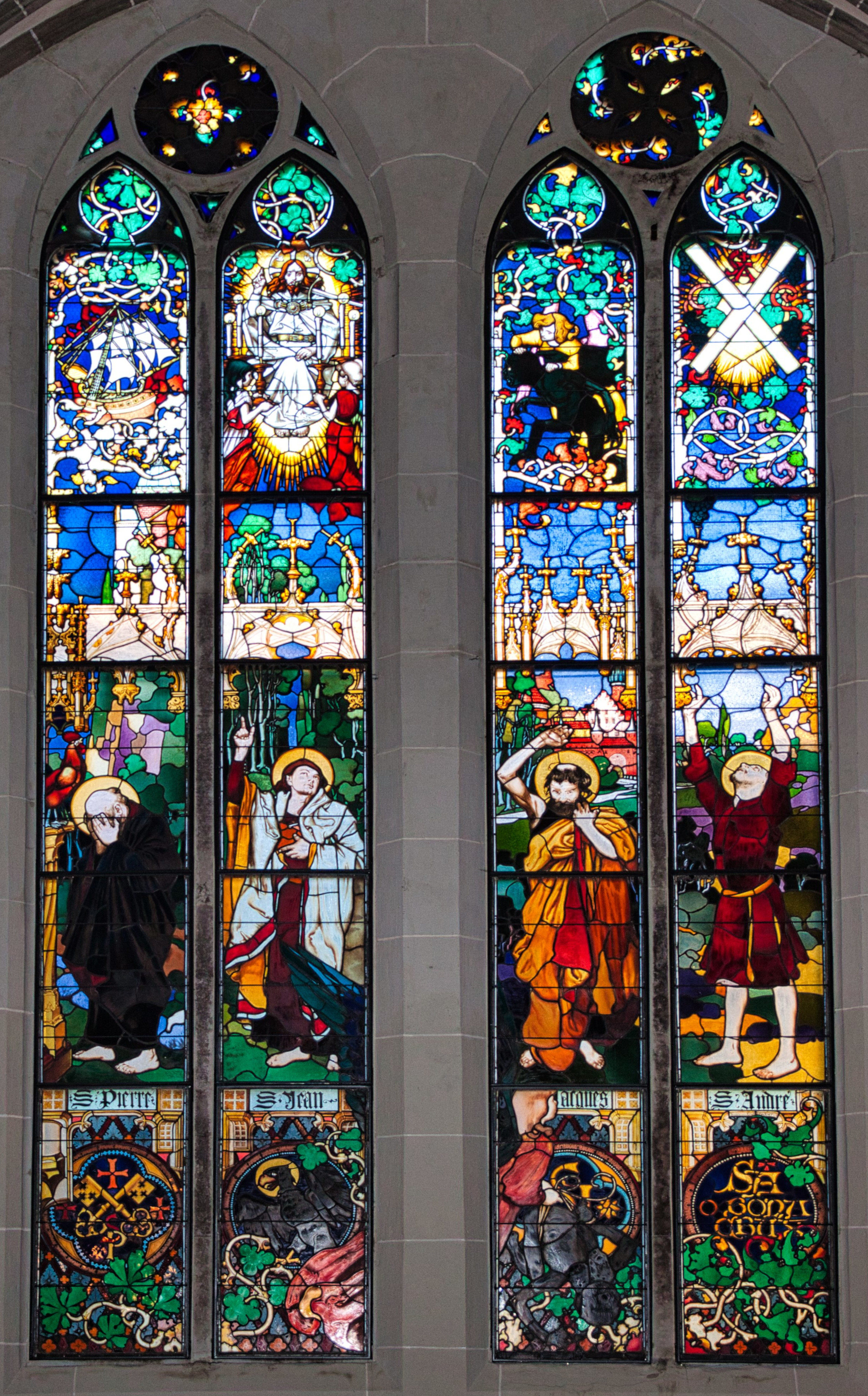
1. Vitrais de Apostólos de Józef Mehoffer, 1895-1896

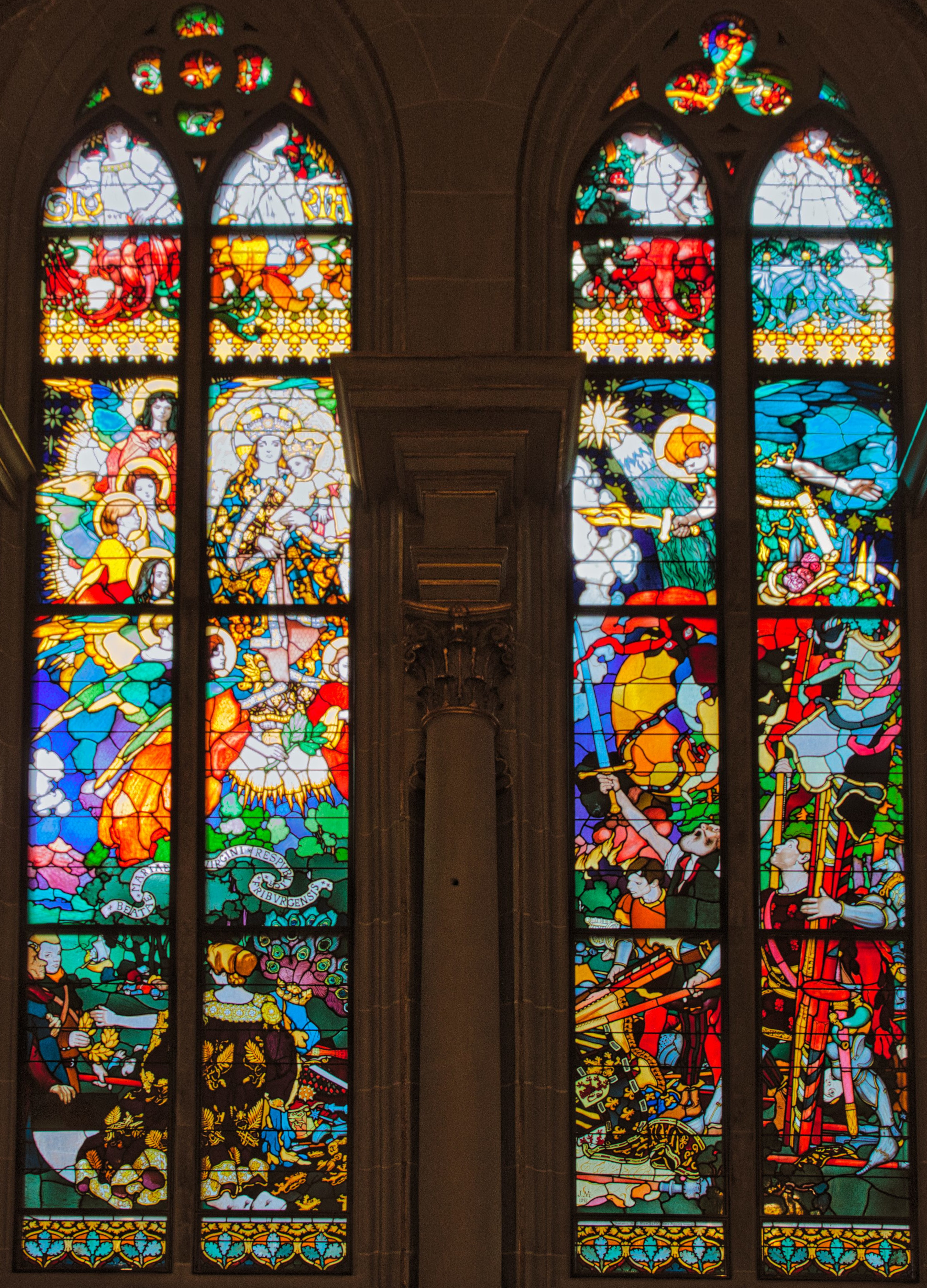
2. Vitrais de Nossa Senhora de Vitória, 1896-1898

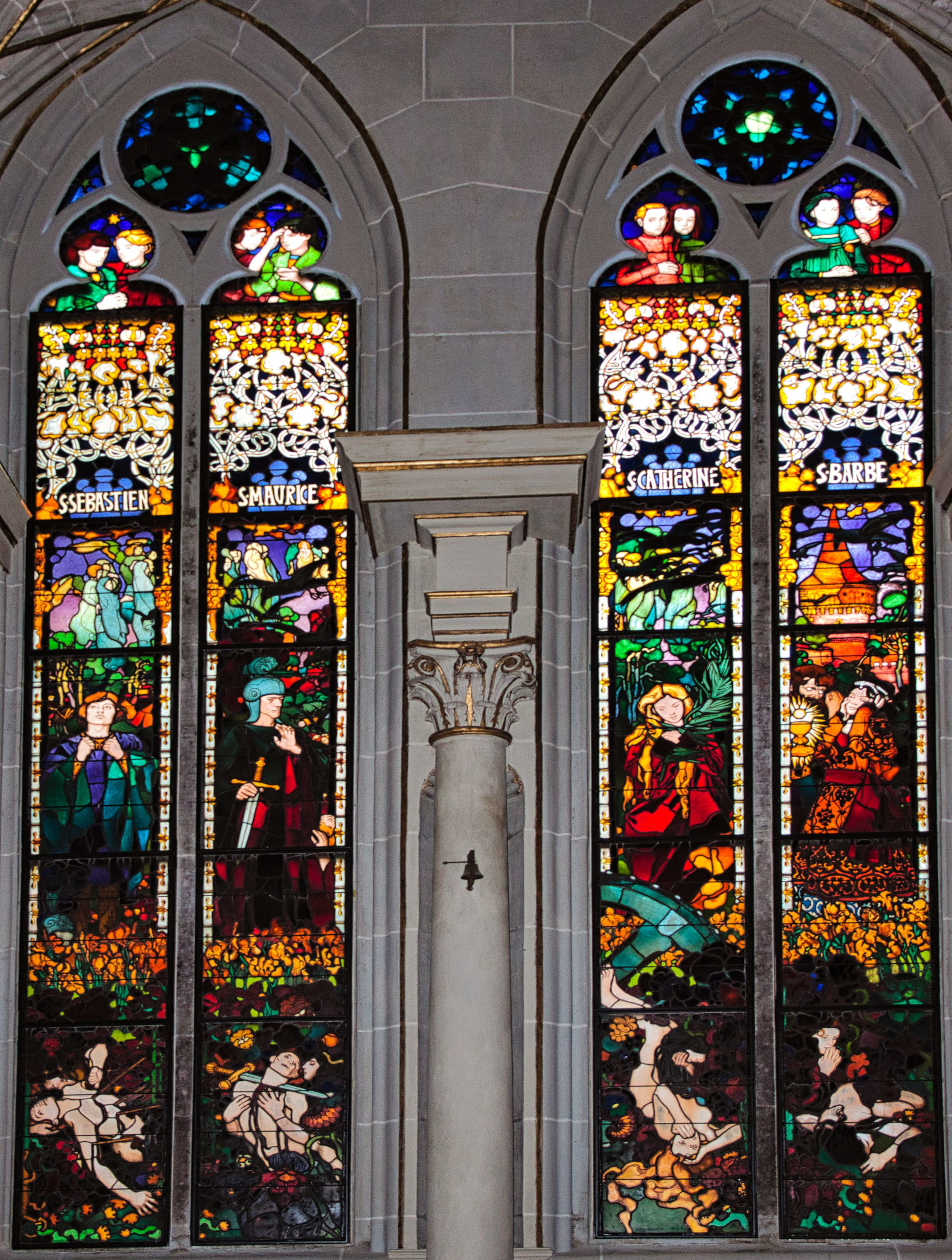
3. Vitrais de martíres, 1898-1899

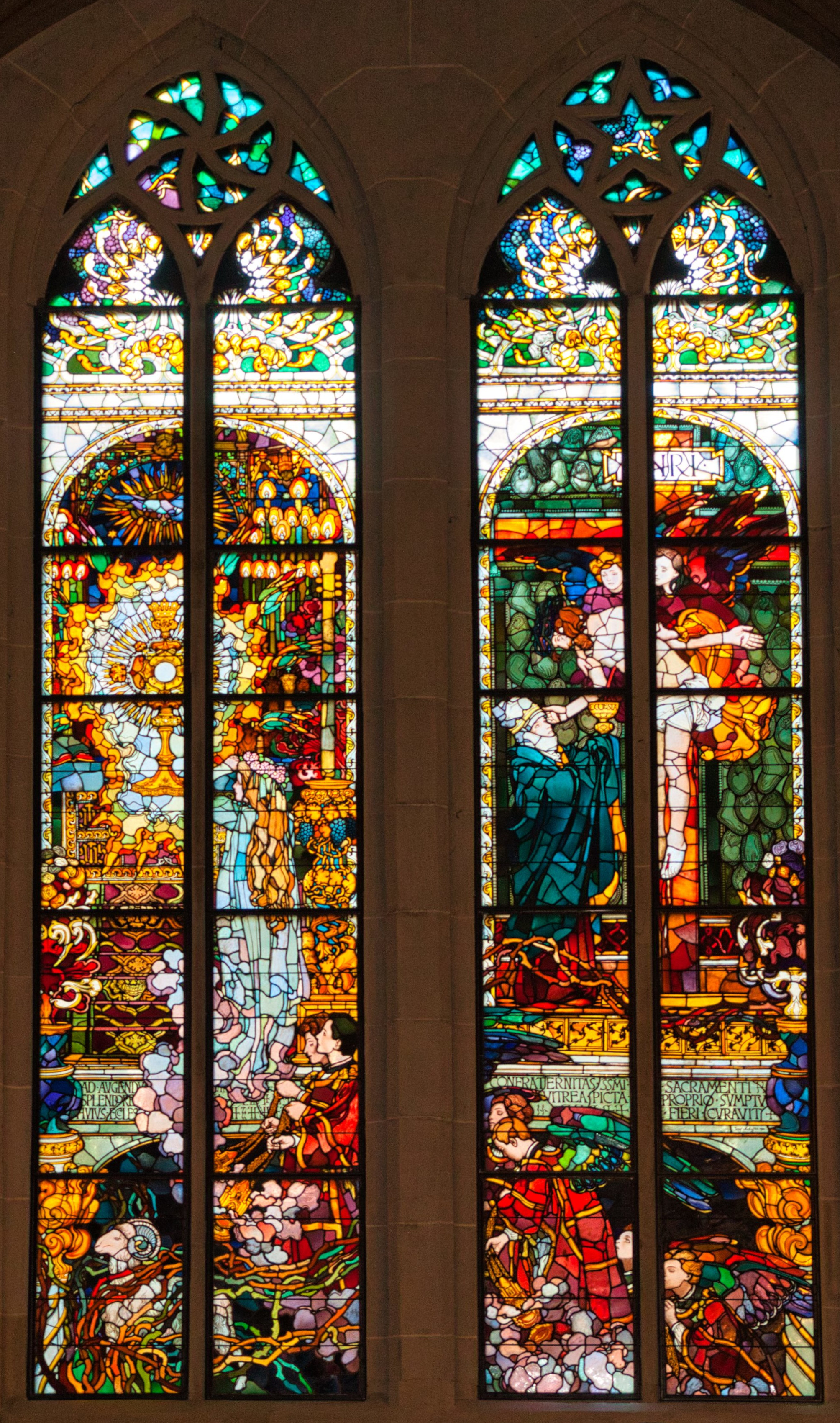
4. Vitrais da Eucharistia, 1898-1900

Os vitrais de Józef Mehoffer na Catedral de Friburgo são uma obra importante do artista polonês Józef Mehoffer. Estão localizados na Catedral gótica de São Nicolau em Friburgo na Suíça e foram criados entre 1895 e 1932. Devido ao período de criação, que se estendeu por quase quatro décadas, e à sua qualidade, estes vitrais são uma das principais obras nos vitrais sagrados europeus do final do século XIX e da primeira metade do século XX. Eles refletem influências da Arte Nova, da pintura histórica, da arte popular oriental, do simbolismo e do realismo.

## Descrição dos vitrais

### Os vitrais de apóstolos
Os vitrais de Apóstolos estão localizados na capela do lado norte diretamente em frente ao coro e consiste em duas janelas de lanceta dupla. Um apóstolo é retratado em cada um dos quatro painéis de janela. Estes são os apóstolos Pedro, o evangelista João, Santiago e André. Esta janela ilumina a capela principal do lado norte. Cada um dos apóstolos é retratado sob um dossel gótico, cujas formas em movimento lembram o período gótico tardio. No fundo, as paisagens levam às profundezas. Todos os quatro apóstolos realizam gestos emotivos. Assim Pedro, depois de ter caluniado Cristo, envergonha-se de cobrir sua cabeça com ambas as mãos. João aponta com sua mão direita para a primeira visão do Apocalipse que aparece acima dele. A imagem de Tiago segue a Lenda Dourada com a representação de Hermógenes, que é retratado aos pés do santo como um feiticeiro negro do mal. Acima de Tiago, um anjo mantém à distância um demônio negro. Andrew anuncia sua vontade de se submeter ao martírio da crucificação, levantando ambos os braços longamente para o céu. Os quatro painéis das janelas são divididos analogamente em uma zona simbólica superior e uma zona simbólica inferior e uma zona central da figura. A zona simbólica inferior é construída como uma zona de plinto. Aqui, a inscrição dos nomes dos apóstolos conecta duas partes semelhantes a consoles para formar uma ponte. Elas formam o limite inferior do nível do suporte para a zona da figura.
Referências simbólicas da vida do santo caracterizam a figura representada: um galo é reconhecível ao lado de Pedro e a cúpula de São Pedro em uma paisagem rochosa acima e um veleiro com velas brancas. Na zona simbólica inferior é o atributo atribuído a ele, duas chaves cruzadas. São João Evangelista é identificável pelo atributo da águia, que lhe é familiar. Os mesmos motivos da Lenda Dourada de Santiago de Voragine são atribuídos a São Tiago nas zonas superior e inferior: Um anjo mantém um ser escuro à distância. Santo André é identificável com a cruz de Santo André e no fundo a cruz de Cristo em uma paisagem rochosa. Na zona simbólica inferior estão suas palavras: O BONA CRUX.

### Os vitrais de Nossa Senhora da Vitória
Em memória das guerras confessionais da Velha Confederação, a janela glorifica a vitória dos Confederados e seus aliados de Friburgo sobre Charles the Bold na Batalha de Murten em 1476. Mehoffer encena o evento como uma imagem que engloba todos os quatro painéis da janela. Os guerreiros que aparecem à direita são marcados com suas armas e armaduras como antigos Confederados. Eles depositam as bandeiras do exército borgonhês aos pés de Maria, sob a proteção do Arcanjo Miguel. Na linha de frente, um guerreiro de barba branca levanta sua espada para Maria como sinal de vitória e exulta de alegria. Uma glória angélica emoldura a digna Madona em seu manto ostensivo, enquanto os anjos parecem animados. Abaixo dela, a igualmente esplendidamente vestida alegoria de Helvetia (Patria), retratada como figura supina, apresenta a coroa de louros a duas honras de Friburgo. Nos vidros da zona da cabeça, as figuras alegóricas de esperança, fé, força e amor são reproduzidas. Esta janela foi encomendada pelo Estado. Portanto, os dois dignitários, um dos quais segura o brasão de Friburgo, estão vestidos com roupas modernas. Desta forma, o vitral cria uma ligação com o presente. Embora os feitos heróicos dos antepassados, como foram formados em mitos pelo moderno Estado-nação, sejam glorificados, eles são religiosamente exagerados no sentido católico de Friburgo. Pois a imagem sugere ao espectador que os Confederados já se haviam colocado oficialmente sob a proteção de Maria em 1476, exatamente como o povo de Friburgo fez por volta de 1650 quando doaram a Capela de Nossa Senhora da Vitória. Desta forma, o estado de Friburgo demonstra suas reservas sobre o estado federal iluminista-liberal.
Mehoffer conseguiu criar um retrato convincente de sentimentos patrióticos com estes vitrais.

### Os vitrais de mártires
Os vitrais contém a figura de um santo em cada um dos quatro painéis em forma de lanceta. Eles são, da esquerda para a direita, Maurício de Tebas, Sebastião de Narbona, Catarina de Alexandria e Bárbara de Nicomédia, todos eles sofreram o martírio. Um par de figuras juvenis aparece em cada um dos painéis superiores, representando alegoricamente a inocência dos mártires. Nos campos centrais, os santos se colocam em gestos parcialmente animados e indicam a história de seu martírio com seus atributos. Acima de Maurício, Sebastião e Catarina, figuras leves de anjos e almas dos falecidos se precipitam. Corvos negros profundos passam voando. Com isso, Mehoffer dá conspicuamente pistas sobre a luta entre o bem e o mal. Com a grande torre atrás de Bárbara, Mehoffer faz referência à sua terra natal: ela representa a Torre Schreiner em Cracóvia. As imagens na fila inferior são particularmente empolgantes. Eles retratam a morte dos mártires de uma maneira incrível. Todos os quatro santos, pintados em nudez completa sobre vidro branco, são retratados no momento de sua morte: Maurício, seu pescoço cortado por uma espada, sangue vermelho derramado sobre seu peito; Sebastião, perfurado por flechas, o que também resulta em derramamento de sangue sobre seu peito saliente; Catarina, caída de cabeça da roda com o peito descoberto ao chão; e Bárbara, deitada de lado no chão com as pernas erguidas. Cada uma das figuras sagradas é acompanhada por uma figura de lamento feminino que, no caso dos protagonistas masculinos, se aninha particularmente de perto e amorosamente contra o mártir, curvando-se sobre ele ou, no caso de Maurício, abraçando sua parte superior do corpo com ambas as mãos. O erotismo subliminar dessas imagens é inconfundível, o que tem levado a discussões em público no inicio.
As janelas são totalmente comprometidas com o estilo da Arte Nova. Isto se inspira nas formas do mundo vegetal e animal. Os animais são frequentemente estilizados para fazer uso de uma linguagem formal que consiste em linhas onduladas. O mundo das flores é dominante. Em cor dourada, espalha-se entre a parte central e inferior da janela. Além disso, há flores imaginativas e coloridas que se assemelham a borboletas ou cujas pétalas se parecem com os lábios. Além das formas das flores, as cores também são simbólicas. O tapete de flores, sobre o qual se encontram os corpos dos mártires, representa as sementes abençoadas do cristianismo. Vermelho e violeta expressam a morte e o luto. Mehoffer tem explorado toda a paleta neste trabalho, justapondo as cores mais fortes com os tons mais suaves. Apesar destas tensões, a unidade do todo é preservada.

### Os vitrais da eucarastia

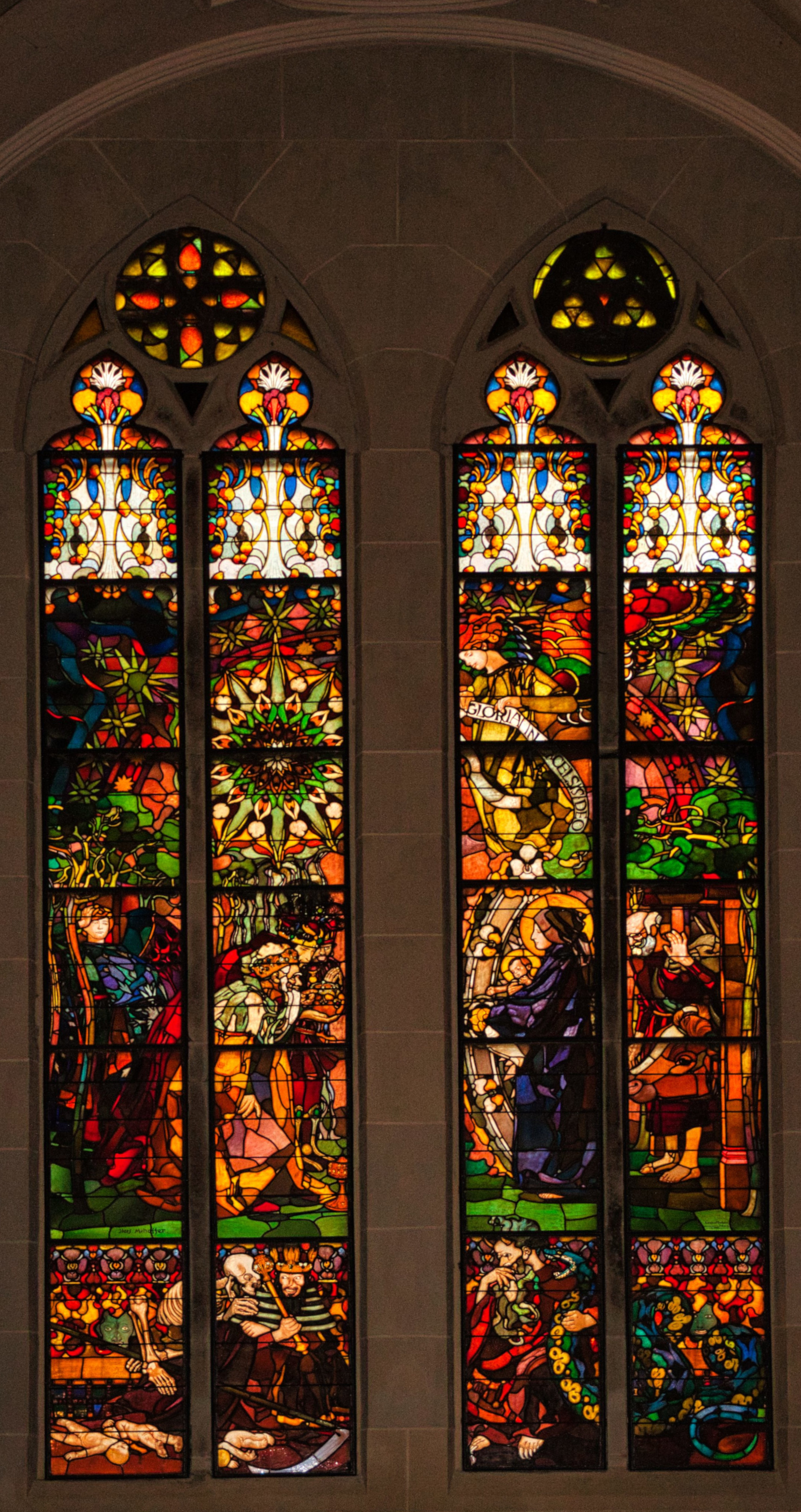
5. Vitrais da Adoração dos Magos, 1902-1904

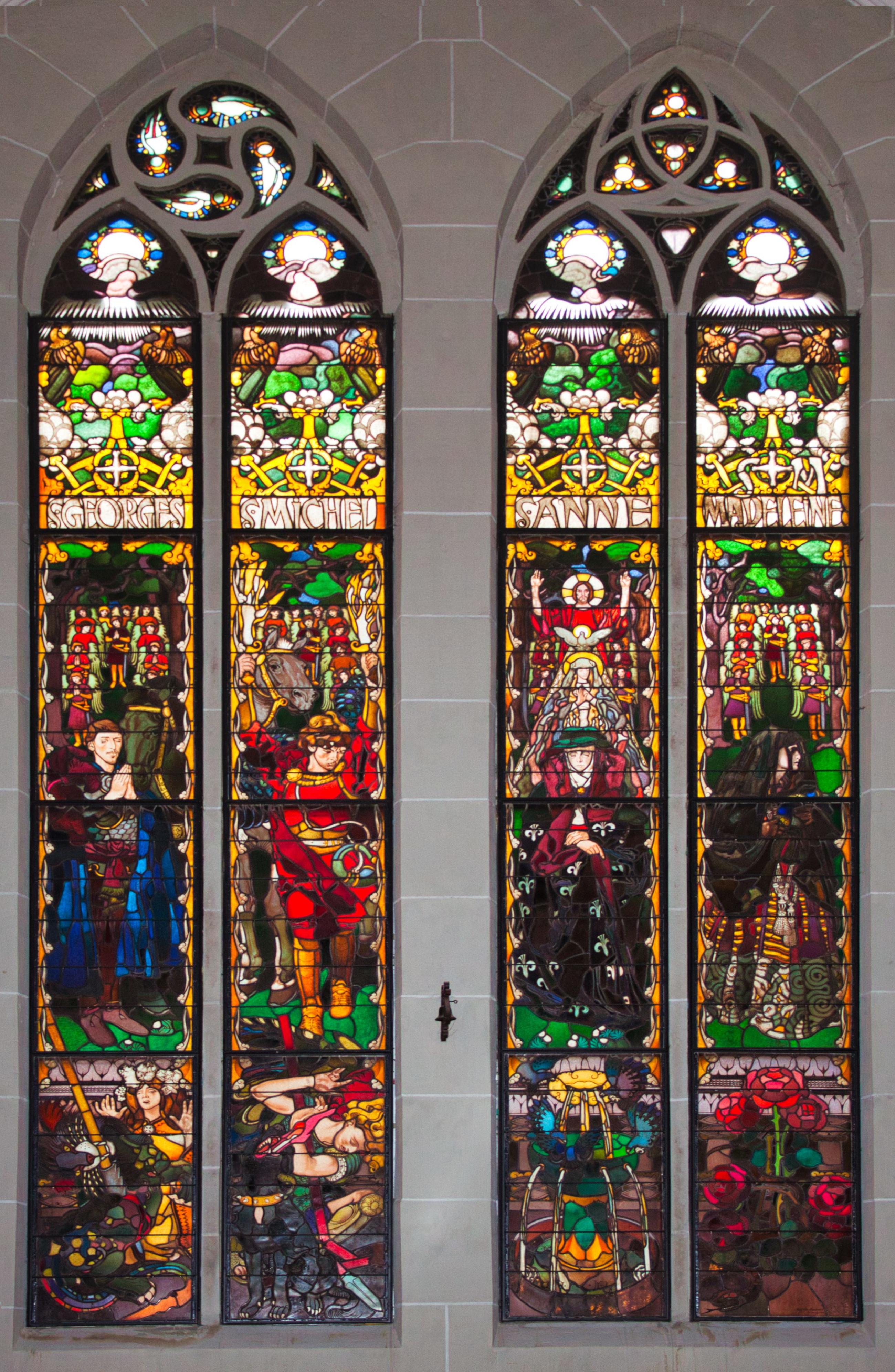
6. Vitrais mostrando o São Jorge, São Miguel, Sant'Ana e Santa Maria Madalena, 1907-1909

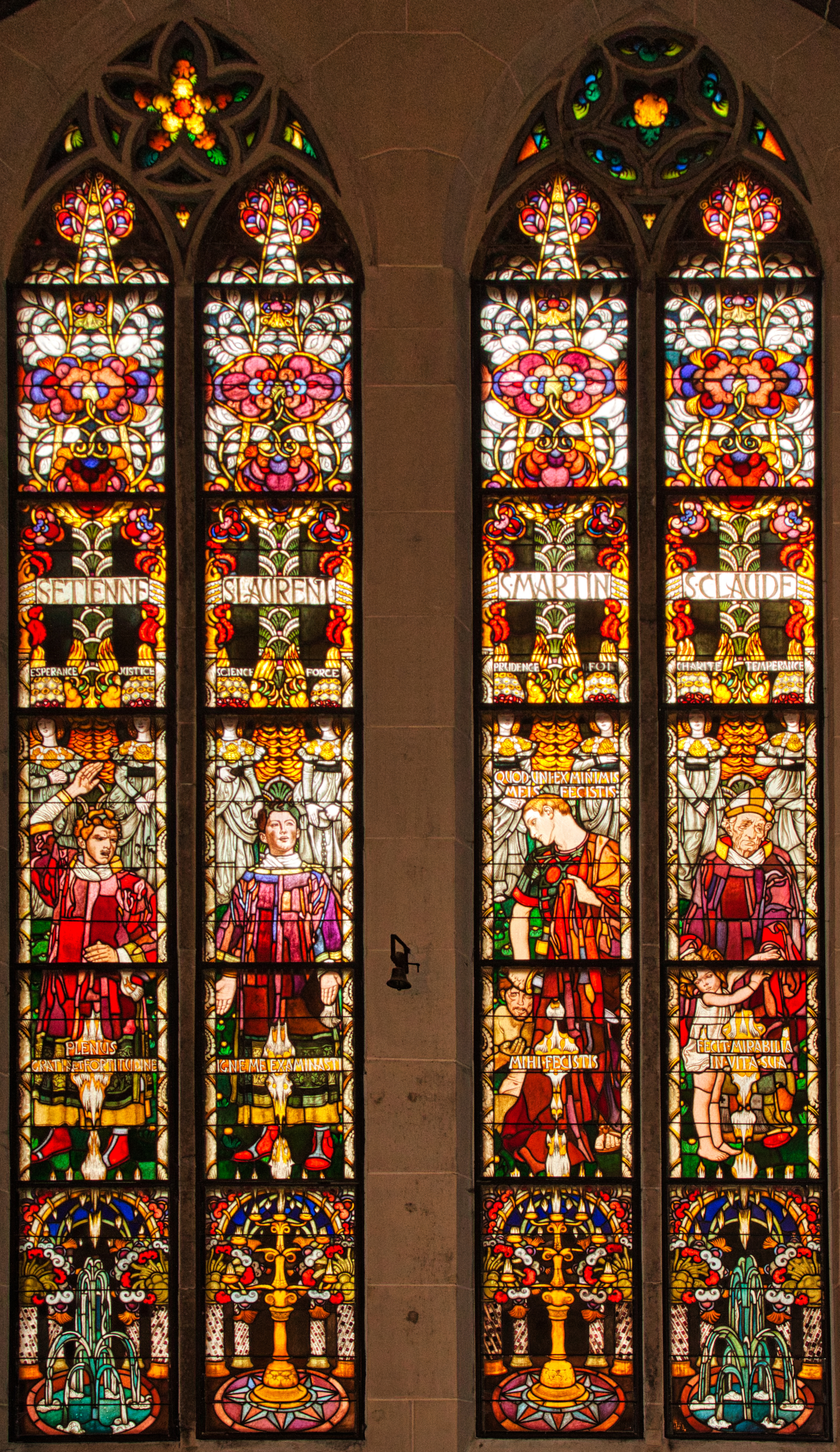
7. Vitrais mostrando bispos e diáconos

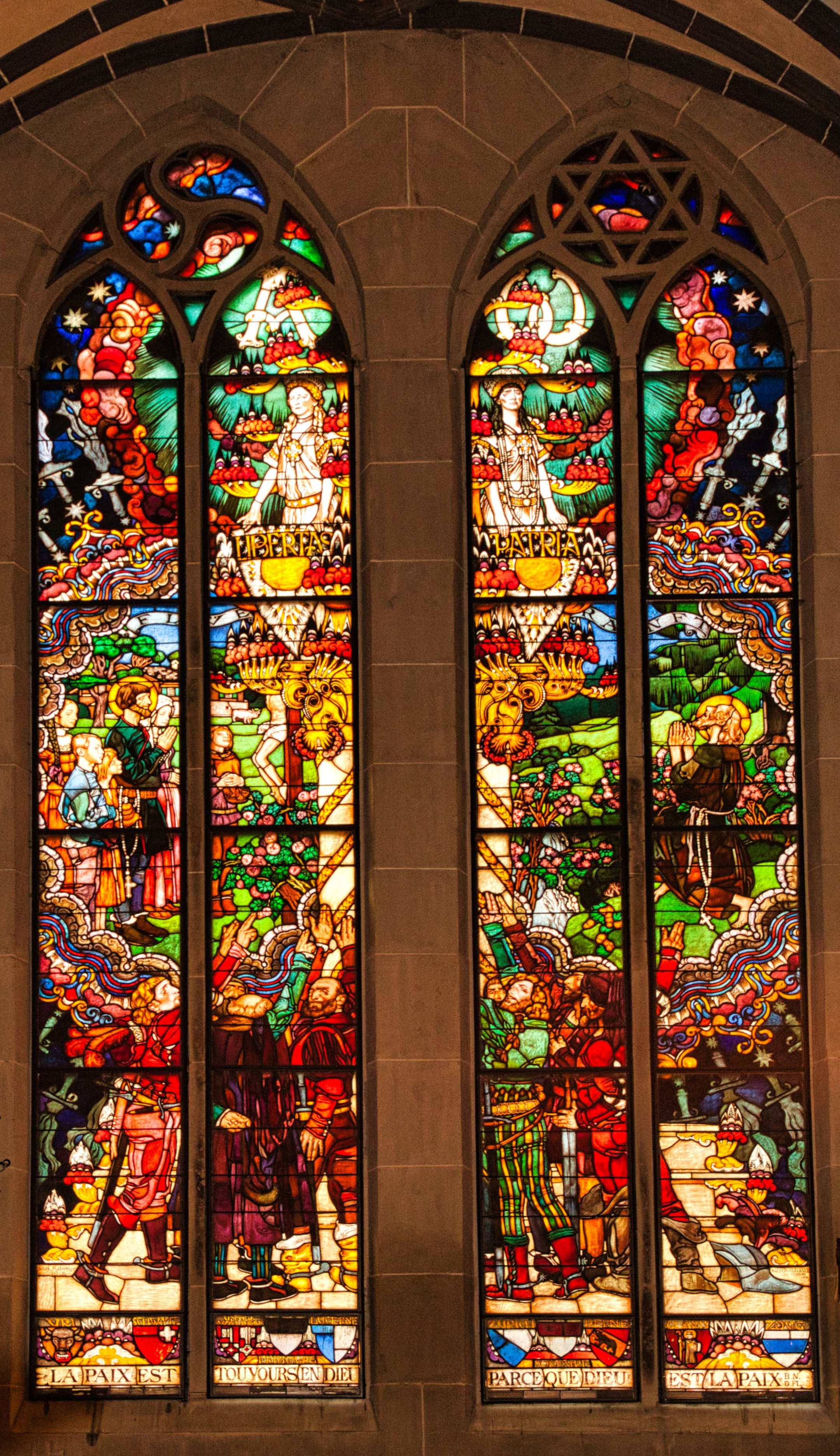
8. Vitrais de Nicolau de Flue, 1915-1918

Dois vitrais, cada um deles, forma uma metade da cena retratada. A adoração do sacramento do altar é colocada no lado esquerdo da imagem. Uma jovem mulher está aos pés do altar como um símbolo de fé. Ela veste um longo vestido branco. As tonalidades de cor deste vestido continuam o incenso que sobe dos vasos curvados por anjos-diáconos na metade direita da imagem. A monstruosidade rodeada por uma grinalda de nuvens está sobre o altar. Na metade direita da imagem, o Cristo crucificado se curva à figura da eclesia para oferecer-lhe seu sangue, que ela recolhe em um cálice. Na metade esquerda do quadro há um carneiro que foi sacrificado por Abraão ao invés de Isaac. Anuncia a morte de Cristo. Em um longo friso correndo atrás dos anjos-diáconos, uma inscrição recorda o fundador, a Irmandade Sacramental.
É interessante como a hóstia é retratado.  Mehoffer utiliza um painel de vidro transparente não colorido. Com a hóstia no ostensório, ele representa a materialização do corpo de Cristo através da transubstanciação durante a Eucaristia. A transparência do painel de vidro torna óbvio que o mistério do sacramento do altar não pode ser representado.

### Os vitrais da Adoração dos Magos
Neste vitral, Józef Mehoffer retrata a Adoração dos Reis Magos sob a abóbada de um céu estrelado. Os três reis caem de joelhos diante de Nossa Senhora e do Menino Jesus. Acima deles brilha a Estrela de Belém. Um anjo de asas bem abertas segura o estandarte. Nele está escrito: "Gloria in excelsis Deo". Abaixo da cena principal, Herodes olha para a Morte, que o morde no ombro. No chão estão os recém-nascidos mortos no infanticídio de Belém. Satanás se senta à direita acompanhado por uma cobra.
Elementos da arte popular caracterizam a pintura. É rico em contrastes estilísticos e formais. Faz lembrar os presépios populares e as apresentações tradicionais de Natal, como na Polônia. O estilo Art Nouveau é evidente em alguns detalhes da decoração, tais como as flores que formam um friso acima de Herodes e Satanás. Também é expresso nos tons pastel, enquanto as cores fortes estão mais de acordo com a cultura popular. A representação de Herodes é altamente original, pois este rei malvado e a morte que o acompanha aparecem aqui como convidados de Satanás, por assim dizer.

### Os vitrais de Sant'Ana
Estes vitrais são conhecidos na literatura como os vitrais de Ana, embora haja outros três santos nelas.
Os quatro santos estão sob arcadas ornamentais. As hospedeiras celestiais aparecem acima de suas cabeças. Nos discos de cabeça, as águias dirigem seu olhar para a luz deslumbrante do sol - símbolos da alma piedosa contemplando o esplendor do Deus eterno. São Jorge e o arcanjp Miguel estão acima das personificações do mal que eles derrotaram. Abaixo de São Jorge, em frente à princesa chorando por ajuda com as mãos erguidas em um fantástico toucado, o dragão pode ser visto, um predador mordendo ferozmente na lança. O arcanjo, representado como um jovem musculoso de cabelos loiros, triunfa com os braços estendidos sobre Lúcifer, que cai; sua lança é quebrada em três pedaços. Ao seu lado, o cão de caça negro do inferno mostra seus dentes com os olhos odientos.
Sant'Ana, mãe de Maria, e Maria Madalena estão vestidas como damas distintas. Atrás da mãe de Maria estão Nossa Senhora e Cristo, e uma fonte borbulhante abaixo dela, um símbolo mariano multifacetado. Abaixo da pecadora Maria Madalena, velada com um longo véu negro, uma serpente que desliza através de uma roseira de flor vermelha, simbolizando zelo e bondade. Ambas as qualidades caracterizam Magdalena.
Estilisticamente, um discreto estilo Art Nouveau prevalece nesta janela de vidro. Ele pode ser encontrada, por exemplo, nas linhas sinuosas que esboçam o dragão com sua lança, assim como nas decorações. O mundo vegetal é altamente estilizado. As cores têm um significado simbólico. O vermelho brilhante das roupas de Michael sublinha seu dinamismo e sua atitude triunfante. Em contraste, os tons cinza, preto e roxo denotam a tristeza e a renúncia de Anna e Maria Madalena.

### Os vitrais de diáconos e bispos
Os quatro painéis de janela mostram, cada um, um santo. Da esquerda para a direita, estes são dois diáconos, Santo Estêvão e São Lourenço, e dois bispos, São Martinho e São Cláudio. A zona central das figuras também tem um conteúdo simbólico: duas meninas ficam em pares atrás dos santos. Eles simbolizam as três virtudes teológicas da fé, esperança e amor e as quatro virtudes cardeais da prudência, da força, da justiça e da ciência. Na altura do joelho, um lema caracteriza cada um dos santos. Além disso, Martin e Cláudio têm uma figura explicativa da lenda dos santos: o mendigo e a criança, respectivamente.

### Os vitrais deNicolau de Flüe
O vitral, criado por Jósef Mehoffer durante a Primeira Guerra Mundial, retrata uma cena patriótica através dos quatro vidros: Uma multidão de Confederados em vestimenta medieval tardia está ao redor do "Altar da Pátria", uma coluna que lembra as fontes figuradas na Cidade Velha. Na projeção em forma de púlpito da coluna estão as figuras alegóricas de Libertas e Patria. Em primeiro plano, os homens levantam suas mãos no juramento de lealdade. No meio, duas cenas da vida do santo são representadas, separadas pela coluna. À esquerda, o irmão Klaus está orando no círculo de sua família e à direita é representado como um ermitão orante. Acima das cabeças de Libertas e Patria, o alfa e o ômega parecem brancos radiantes. Um céu azul à meia-noite fecha a cena acima e um friso com dez brasões de armas de cidades confederadas e o lema de São Irmão Klaus: LA PAIX ET TOUJOURS EN DIEU PARCE QUE DIEU EST LA PAIX.
São Nicolau atuou como mediador em disputas. Ele também foi chamado para mediar em disputas internas em 1481.  Durante a Primeira Guerra Mundial, ele foi tido em maior estima. Friburgo e Solothurn, que devem sua admissão na Confederação ao santo, prestaram uma homenagem especial a ele, como haviam feito séculos antes com a Fonte Samaritana.

## História dos vitrais
Quando a Igreja de São Nicolau em Friburgo foi declarada colegiada pelo Papa Júlio II em 1512, ela ainda não tinha nenhuma capela lateral. Estes foram adicionados nos séculos XVI a XVIII. Mas o gosto por vitrais góticos monumentais já havia se extinguido até essa época. As janelas da época, como as janelas do coro, eram feitas de vidro incolor e criavam uma sala iluminada e brilhante, à maneira barroca.

### Renovação
Em 1892, a Irmandade do Santíssimo Sacramento de Friburgo deu o impulso para a renovação dos vitrais da então igreja colegiada de São Nicolau, fornecendo uma soma de dinheiro de uma quantia não especificada e fundando um comitê para executar o plano. Era composto de quatro membros: Max de Diesbach, advogado e presidente da Irmandade do Santíssimo Sacramento de Friburgo, Romain de Schaller, arquiteto; Max de Techtermann, historiador e arqueólogo; e Joachim J. Berthier, frade dominicano e professor de teologia na Universidade de Friburgo. Os três primeiros senhores eram membros da Irmandade Sacramental e pertenciam ao patrício de Friburgo; J. J. Berthier representava o clero.
As aberturas dos vitrais eram muito estreitas e as divisórias de pedra separando os vitrais individuais das lancetas muito largas para a representação de cenas inteiras e detalhadas. Portanto, foi decidido escolher cenas ou figuras que seriam colocadas em uma metade da janela (dois painéis) ou em um painel. Eles deveriam ser santos masculinos e femininos que eram particularmente venerados em Friburgo. Foi somente em 1924 - ou seja, enquanto a nova decoração dos vitrais ainda estavam sendo executados - que a igreja colegiada de São Nicolau foi elevada ao status de catedral para o bispo da Diocese de Lausanne, Genebra e Friburgo.
O comitê procurou o apoio especializado do historiador de arte Johann Rudolf Rahn para a implementação. Sob sua supervisão histórica de arte, os vitrais da Capela Maccabees foram criados em Genebra de 1886 a 1888 e executados pela oficina de Zurique de Friedrich Berbig. Rahn sugeriu que fosse realizada uma competição internacional.

### Concurso internacional

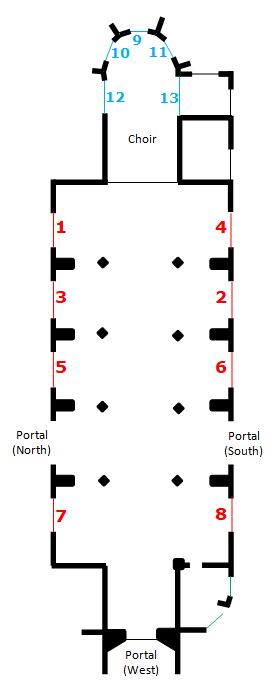
Plano dos vitrais de Mehoffer em orden cronológico:
1 Apóstolos - 2 Nossa Senhora da Vitória - 3 Martíres - 4 Eucaristia - 5 Adoração dos Magos - 6 Sant'Ana - 7 Diáconos e bispos - 8 Nicolau de Flüe

A fraternidade sacramental aceitou esta sugestão e em 1895 anunciou um concurso internacional para os novos vitrais da igreja colegial de São Nicolau. Uma janela de lanceta dupla deveria ser projetada com os apóstolos Pedro, o evangelista João, Tiago, o Ancião, e André. 26 solicitações foram recebidas. Entre eles estavam também os de nomes conhecidos. A maioria deles veio de artistas e pintores de vidro da Suíça, Alemanha, Áustria, Bélgica, França, Inglaterra e Dinamarca. No Hotel Grenette, em Friburgo, foi realizada uma exposição das caixas de competição recebidas. Max de Diesbach, Presidente da Irmandade e do Comitê, expressou algum desapontamento em relação às propostas recebidas. Embora as oficinas de vitrais mais renomadas da Europa tivessem feito um esforço e entregado cantões cuidadosamente trabalhados, as obras tinham se tornado tradicionais e sóbrias. Somente o design da Mehoffer deu um toque especial à exposição. O júri era composto pelo "pai da história da arte suíça" Johann Rudolf Rahn e Heinrich Angst, diretor do Museu Nacional Suíço em Zurique, e Joseph Stammler, pastor em Berna, e dois professores de Friburgo, o teólogo Joachim J. Berthier e o historiador de arte Wilhelm Effmann. O vencedor foi Józef Mehoffer, de 25 anos, de Cracóvia; o segundo lugar foi para Carl Ule, em Munique. Duas menções honrosas foram dadas a Aloys Balmer de Lucerna e Gustav van Treeck de Munique. Após a cerimônia de premiação, o comitê tomou inicialmente a seguinte decisão preliminar: apenas duas janelas deveriam ser comissionadas. Uma comissão foi para Mehoffer, que representava a direção "moderna", e a segunda para Balmer, um representante do método "antigo". Surpreendentemente, o projeto do vencedor do segundo prêmio, Carl Ule, não foi escolhido. A razão para isto não é clara. De Diesbach criticou o desenho de Ule pela postura e características faciais das figuras. Von Roda suspeita que o comitê queria encomendar um artista suíço, além do artista polonês. Em todo caso, deveria haver dois artistas diferentes, pois a Igreja Colegiada com sua arquitetura, que não foi "moldada em um só molde", também permitiu isso. Em novembro de 1895, foi decidido atribuir os esboços e desenhos animados em partes iguais a Mehoffer e Balmer, e a execução dos trabalhos de vidro à oficina local Kirsch & Fleckner em Friburgo. As janelas de Mehoffer, retratando os apóstolos acima mencionados, foram instaladas em novembro de 1896. As janelas de Balmer, representando os santos Jost, Stephanus, Hilarius e Sylvester, foram instaladas na seguinte mola na capela do corredor lateral ao lado das janelas do Mehoffer.
Os vitrais dos Apóstolos de Mehoffer receberam ampla aprovação, enquanto as de Balmer receberam pouca atenção. Além disso, Balmer havia ignorado os desejos do comitê. Uma justaposição dos dois vitrais parecia impossível. Como conseqüência, as janelas de Balmer foram movidas para a capela mais ao fundo, no lado norte, em abril de 1897. Em 1917, estas janelas tiveram que desocupar o espaço novamente. Eles foram transferidos para o coro da Igreja Agostiniana em Friburgo, onde ainda hoje podem ser vistos. Em seu lugar vieram os vitrais dos santos bispos e diáconos de Mehoffer.

## Crítica
Quando os dois primeiros vitrais, o vitral de Mehoffer e o de Balmer, já estavam no lugar, Ferdinand Hodler, que estava ensinando na École des arts et metiers em Friburgo na época, disse, em vista do vitral dos Apóstolos, que se ele tivesse projetado um vitral, ele teria gostado de ter projetado o de Mehoffer.
Na Exposição Universal de 1900 em Paris, os vitrais dos Mártires foram premiados com uma medalha de ouro.
Após todas as oito capelas laterais terem recebido seus novos vitrais de Mehoffer, J. Berthier estava cheio de elogios. Mehoffer nunca pinta, escreve Berthier, para não dizer nada. Em sua pintura, ele conta um fato ou uma ideia. E isso o distingue dos infelizes que praticam l'art pour l'art. Em vista de seus vitrais, a música encantadora das cores encanta. Em uma inspeção mais detalhada, no entanto, ele fica impressionado com a quantidade de poesia em sua obra e a certeza com que o artista emprestou informações adequadas da lenda, do simbolismo tradicional, dos contos dos antigos e da história e as colocou em cena. Berthier refere-se ao renomado e viajado homem de letras e membro da Académie française René Bazin, que, depois de visitar algums vitrais de igrejas modernas, em particular os vitrais de Burne-Jones na Catedral de Christchurch em Oxford e os vitrais da Basílica Notre-Dame de Fourvière em Lyon, concluiu que todos estos eram obras famosas, mas que os mais belos vitrais podiam ser encontrados em outros lugares: na Suíça, na Catedral de São Nicolau em Friburgo. A coloração dos vitrais Mehoffer é incomparável e a composição muitas vezes nova. Ele ama esta Nossa Senhora da Vitória, à qual a cidade ajoelhada de Friburgo e os soldados de pé agradecem; ele ama a Adoração dos Magos, onde a estrela com seus raios ocupa um quarto da janela e cobre o resto com seu fogo; ele amou a descida da Cruz contra um fundo verde garrafa e, sobretudo, a figura de fé adorando a Hóstia, uma jovem crente coroada com rosas e vestida com um manto de todos os tons de azul, deitado lado a lado e ao redor do qual, de dois censores balançados por diáconos, sobem cinzas, púrpura, laranja, cinzentos, cor-de-rosa, à medida que penetram na glória da Hóstia.
Alexandre Cingria, ele próprio um artista de vitrais, salientou em 1940 que os vitrais de Mehoffer na catedral se estenderam por quase 40 anos e, portanto, foram significativos tanto para o trabalho do artista como para a história da arte europeia. Além do ciclo de vitrais Mehoffer na Catedral de Friburgo, ele não conhece nada mais completo dentro da história da arte, exceto alguns poucos conjuntos renascentistas. Só faltava uma coisa: após a instalação das janelas do coro, que Mehoffer nunca havia visto no local, ele quis fazer retoques nelas para confirmar o caráter definitivo de suas obras. Entretanto, ele não pôde mais viajar para Friburgo.
Com relação à tonalidade das cores e ao tratamento do vidro no ciclo de vitrais de Mehoffer, Cingria se sente lembrada de Delacroix, dos venezianos e dos espanhóis, cada um dos quais teria conseguido igualar a obra-prima de Mehoffer em sua própria escala. E Cingria também aponta que parte do sucesso se deveu ao mestre vidreiro Vinzent Kirsch, que morreu em 1938 e que tinha feito todos os vidros Mehoffer para a Catedral de Friburgo em sua oficina Kirsch & Fleckner.
Em 1972, T. Adamowicz publicou a monografia sobre Józef Mehoffer. Este foi o primeiro estudo a examinar de forma abrangente os vitrais de Friburgo nas capelas laterais e no coro. Entretanto, Adamovicz não conseguiu consultar todos os documentos em Friburgo e não pôde visitar os vitrais in situ.
Em 1985, foi publicada a dissertação de von Roda, que pela primeira vez registrou, documentou e classificou cientificamente todas as obras Mehoffer na Catedral de Friburgo janela por janela em termos de história da arte.
Dez anos depois, o Museu de Arte e História de Friburgo e o Musée suisse du vitrail em Romont organizaram uma exposição sobre o vitral de Mehoffer intitulada "Józef Mehoffer et le vitrail Art nouveau". Para isso, a Sociedade para a História da Arte Suíça, juntamente com os dois museus expositores, publicou uma publicação abrangente baseada na obra de von Roda e suas extensões e uma seção adicional do catálogo, que apareceu como volume 7 do Beiträge zur Kunstgeschichte der Schweiz (Contribuições para a História da Arte na Suíça).
Em 1998, Yoki, o artista e co-fundador do Musée suisse du vitrail et des arts du verre (agora Vitromusée) em Romont, indicou que a catedral de Friburgo mostrou os primeiros sinais de um possível renascimento do vitral, um ofício de prestígio que combina cor e luz. A simbiose única dos ornamentos e da figura humana é realizada por Mehoffer em tons ricos, que, no entanto, são sempre cuidadosos para serem harmoniosos. A alegria irradiada é complementada em lugares selecionados por tons raros ou deliberadamente quebrados em chaves menores. Este tipo de coloração é típico dos grandes coloristas. Mesmo que o esplendor do trabalho tivesse irritado alguns acadêmicos ou calvinistas, ele tinha prevalecido e nunca tinha sido pego pelo efeito corrosivo dos tempos.
De acordo com Yoki, os vitrais Mehoffer em Friburgo exerceram uma influência significativa sobre a Cingria. Graças ao canto lírico das cores e em vista destas composições poderosas, Cingria, que também tinha raízes eslavas, sentiu-se chamada a se tornar um pintor de vidro. Cingria havia se tornado o líder incansável da Société de Saint-Luc, que uniu os artistas da renovação da arte sacra na Suíça francófona. Em retrospectiva, é possível apreciar o quanto o trabalho de Mehoffer, criado na virada dos séculos XIX e XX, contribuiu para desencadear este movimento de criadores que sonhavam com uma arte viva para uma Igreja viva.
Em 2004, a exposição «Józef Mehoffer (1869-1946) - Un peintre symboliste polonais» aconteceu no Musée d'Orsay em Paris. No catálogo desta exposição, Anna Zenczak, curadora do Museu Nacional em Cracóvia, presta homenagem aos vitrais de Mehoffer nas capelas da nave lateral da Catedral de Friburgo. Zenczak diz ser uma grande obra de arte europeia devido à implementação criativa da técnica do vitral, graças ao caráter pintor das composições, ao dinamismo e riqueza das cores com seus tons claros, à abundância de ornamentação imaginativa, aparentemente desenfreada mas subordinada ao dinamismo interior, e finalmente por causa da imensa riqueza de referências.
Segundo Augustin Pasquier, os vitrais da Mehoffer tiveram uma influência excepcionalmente forte sobre os principais inovadores da arte eclesiástica no início do século XX, como Maurice Denis na França e Alexandre Cingria na Suíça. Cingria considerou os vitrais de Friburgo como uma das fundações da Sociedade de São Lucas, um grupo de artistas que mudou fundamentalmente a arte sagrada na Suíça entre 1920 e 1940.